# Диксон (Оклахома)
Диксон (енгл. Dickson) град је у америчкој савезној држави Оклахома.

## Демографија
По попису из 2010. године број становника је 1.207, што је 68 (6,0%) становника више него 2000. године.
| Група             | 2000.       | 2010.       |
| Белци             | 958 (84,1%) | 987 (81,8%) |
| Афроамериканци    | 5 (0,4%)    | 12 (1,0%)   |
| Азијати           | 0 (0,0%)    | 2 (0,2%)    |
| Хиспаноамериканци | 21 (1,8%)   | 44 (3,6%)   |
| Укупно            | 1.139       | 1.207       |